# Daniel
Daniel je moško osebno ime.

## Izvor imena
Ime Daniel je različica moškega osebnega imena Danijel.

## Pogostost imena
Po podatkih Statističnega urada Republike Slovenije je bilo na dan 31. decembra 2007 v Sloveniji število moških oseb z imenom Daniel: 1.675. Med vsemi moškimi imeni pa je ime Daniel po pogostosti uporabe uvrščeno na 126. mesto.

## Osebni praznik
V koledarju je ime Daniel zaposano skupaj z Danjelom.

## V bibliji
Daniel (aramejsko in hebrejsko דָּנִיֵּאל - Dāniyyēl, [a] kar pomeni 'Bog je moj sodnik'; grško: Δανιήλ - Daniḗl) je junak Danielove svetopisemske knjige.